# 拉特利奇 (阿拉巴马州)
拉特利奇（英文：Rutledge），是美国阿拉巴马州下属的一座城市。面积约为5.86平方英里（约合15.18平方公里）。根据2010年美国人口普查，该市有人口467人，人口密度为79.68/平方英里（约合30.76/平方公里）。